# Animal Now
Animal Now – pierwszy album zespołu Ruts D.C. wydany w maju 1981 przez wytwórnię Virgin Records.

## Utwory
1. "Mirror Smashed" – 3:26
2. "Dangerous Minds" – 3:32
3. "Slow Down" – 4:22
4. "Despondency" – 3:47
5. "Different View" – 3:58
6. "No Time To Kill" – 4:34
7. "Fools" – 6:34
8. "Walk or Run" – 3:26
9. "Parasites" – 5:22

## Skład
- John "Segs" Jennings – wokal, gitara basowa, instr. klawiszowe
- Paul Fox – wokal, gitara, instr. klawiszowe
- Dave Ruffy – wokal, perkusja, instr. klawiszowe, instr. perkusyjne
- Gary Barnacle – saksofony, syntezatory, instr. klawiszowe
- Bill Barnacle – trąbka w "Dangerous Minds" i "Fools"